# Engelbert Hilbich
Engelbert Hilbich (né le 18 février 1923 à Königshütte, mort le 14 avril 2011 à Landshut) est un peintre allemand.

## Biographie
Engelbert Hilbich est l'élève du gymnasium polonais puis allemand de Königshütte. Dès 1937, le jeune homme de 14 ans suit des cours particuliers de peinture et de dessin auprès du peintre Fritz August Bimler. À partir de 1939, les premières commandes de retables sont pour l'église de Bismarckhütte et des églises de Königshütte. Ses études de musique auprès de Fritz Lubrich au conservatoire de Katowice sont interrompues par la conscription au service militaire. Ce n'est qu'en 1954 que Hilbich réussit l'examen de musique d'église en tant qu'organiste et chef de chœur avec Heinrich Wismeyer à l'école des organistes de l'archidiocèse de Munich-Freising.
En 1945, après la fin de sa captivité, il s'installe à Pfeffenhausen, en Basse-Bavière, où il travaille comme peintre indépendant. En 1948, il épouse Irmgard Zunhammer, étudiante en musique, et trois enfants naissent de ce mariage. Il occupe des postes d'enseignement en tant que professeur privé et professeur d'art, 1952 au Gymnasium Rohr, de 1972 à 1989 à la Fachakademie für Sozialpädagogik de Seligenthal à Landshut. Il est chef de chœur dans la paroisse Sainte-Marguerite à Landshut et de 1977 à 1987 comme organiste de la paroisse Saint-Martin à Landshut. De 1959  1965, Hilbich étudie la peinture auprès de Franz Nagel à l'académie des beaux-arts de Munich.
La vaste œuvre de Hilbich comprend principalement des portraits, des paysages et des natures mortes. Dans d'innombrables variations de ses paysages stériles et de ses natures mortes, disposées à partir de parties de plantes, coquillages, crânes d'animaux, vaisseaux et autres trouvailles, il examine la structure et l'humeur inhérentes, la structure de l'ordre cachée derrière la surface et ses régularités, la lumière, l'ombre et la réflexion. Les portraits contiennent de nombreuses œuvres commandées par des personnalités bien connues.